# Pukupuku

Bìa tập 10 truyện Pukupuku do Nhà xuất bản Trẻ phát hành.

Pukupuku phát hành năm 1999, gồm 10 tập, là bộ truyện về thú cưng của tác giả Sayuri Tatsuyama. Bộ truyện đã đoạt giải Jidō muke bumon(Giải thưởng truyện tranh mà đối tượng đọc là trẻ em).
Truyện xoay quanh nhân vật chính là chú chó Pukupuku và các bạn trong thành phố Sugiyoshi. Mỗi ngày là một câu chuyện mới, cuộc phiêu lưu mới, một báu vật mới. Cốt truyện không quá sâu xa nhưng rất đáng yêu và để lại ấn tượng rất tuyệt vời cho người đọc. Đọc truyện ta thấy yêu đời, yêu động vật và yêu thiên nhiên hơn. Đây là một bộ truyện dễ thương, nhẹ nhàng và rất đáng để đọc.

### Các nhân vật chính
- Pukupuku

Pukupuku là nhân vật chính. Chú thuộc giống chó sục Jack Russell được Karin đem về nuôi từ nhỏ.
Mẹ của Pukupuku bị ốm sau khi sinh Pukupuku nên Karin nhận chăm sóc Pukupuku.
Pukupuku rất tốt bụng nên được nhiều người yêu mến. Thành phố nơi cậu ở tên là Sugiyoshi.
Là trợ thủ của Rudoruhu.
Trong một lần bám đuôi Yamada, Pukupuku lọt xuống đường hầm bí mật dẫn đến căn cứ bí mật của tổ chức bảo vệ Trái Đất mà Yamada tham gia. Vì phát hiện ra căn cứ nên Pukupuku bị ép trở thành 1 thành viên.
Bí danh của Pukupuku ở căn cứ bí mật là Bravo Pukupuku
- Karin

Là chủ nhân của Pukupuku. Cô rất tốt bụng và là người quan trọng nhất với Pukupuku, đem Pukupuku về nuôi từ lúc Pukupuku còn nhỏ xíu. Có cảm tình với Takeshi. Karin là học sinh lớp 5. Cả Karin và Pukupuku rất sợ mẹ của Karin.
- Ponta

Là cô chó giống chó Shiba, là bạn thân của Pukupuku. Ponta chạy trốn khỏi tiệm thú cưng ở thành phố bên cạnh và tình cờ gặp Pukupuku. Ponta đói lả và ngất xỉu trước mặt Pukupuku và được Pukupuku nhường cho phân nửa phần ăn trưa. Xong vì quá đói, Ponta đã chén sạch bữa trưa đó, khiến Pukupuku nhịn đói. Sau đó, cả hai đi tìm chủ nhân cho Ponta. Khi sắp bỏ cuộc, Karin cùng Takeshi trở về và gặp Pukupuku cùng Ponta. Takeshi ngay lập tức nhận nuôi Ponta.
Vì ăn hết bữa trưa này, bụng Ponta tròn vo, khiến Takeshi đặt tên cô là Ponta ("ponpon" có nghĩa là tròn vo). Vì cái tên này gợi nhớ đến tật tham ăn của cô nên Ponta rất ghét bị gọi tên và hay bắt Pukupuku gọi là Magarette (có nghĩa là ngọc châu).
Cô chó này rất nam tính và chuyên giành đồ ăn của Pukupuku. Nhiều lần Ponta cố gắng trở nên nữ tính nhưng không có kết quả.
Chủ nhân của Ponta là Takeshi.
Tính cách của Ponta giống với Tsundere, vì dù khá bạo lực và cục cằn nhưng cô có những sở thích và suy nghĩ khá nữ tính.
- Takeshi

Chủ nhân của Ponta. Có cảm tình với Karin và là cậu bạn thân của Karin.
Có vẻ như Takeshi và Karin học cùng trường vì cả hai dự buổi dã ngoại chung toàn trường.
- Rudoruhu (Rudolph)

Là chú chó cảnh sát thuộc giống chó Béc-giê rất tài giỏi.
Rudoruhu có nhiều huân chương nhờ các chiến công bắt cướp tại khu phố Sugiyoshi.
Là em ruột của Gustav. Rất thích Mike.
- Gustav

Là anh hai của Rudoruhu, thuộc giống chó Béc-giê (German Shepherd). Được mệnh danh là " chú chó cảnh sát giỏi nhất thế giới ", Gustav rất nổi tiếng và hay được lên TV. Gustav sống ở Đức với vợ là Rose. Con trai của Gustav là Claus. Luôn tìm mọi cánh để lôi Claus về Đức. Rất cưng chiều Claus.
- Rose

Cô chó xinh đẹp, vợ của Gustav. Có vẻ thuộc giống chó săn Afghan hound. Cô đã gửi Claus về Nhật để Rudoruhu trông coi và dạy dỗ dùm vì Gustav quá cưng chiều Claus, khiến Claus trở nên nhõng nhẽo.
- Claus

Con của Gustav và Rose. Là bạn thân của Itou và rất quý Pukupuku. Claus gọi Rudoruhu là papa Rudo.
Claus từng bị Ponta và Pukupuku miêu tả là giống với thỏ vì có tai dài và mắt to tròn, khiến cậu nghĩ mình là con nuôi và buồn sợ phát khóc.
Rất thích uống Soda. Claus thích ở lại Nhật trong khi Gustav tìm mọi cách để lôi Claus về. Tuyệt chiêu của Claus là Ánh mắt long lanh.
Claus coi Maru là chị lớn. Claus và Maru là bộ đôi siêu dễ thương của thành phố và hay đi chơi cùng nhau.
- Maru

Được Pukupuku tìm thấy trông một lần đi lạc khi đuổi theo sợi ruy-băng bị gió thổi bay vì là mốn quà mẹ ruột tặng cô.
Rất quý Pukupuku và coi Pukupuku như anh trai mình vậy.
Chủ nhân của Maru là Giám đốc công ty thức ăn khuyến mãi cho chó.
Nhà Maru rất khá giả. Cô sống trong một căn biệt thự lớn đến nỗi Pukupuku và Ponta từng bị lạc đường trong nhà cô.
Maru rất khỏe, khỏe hơn nhiều so với Ponta và Kekero.
Cô có vẻ thuộc giống chó Shih tzu với bộ lông trắng tinh khôi và xù bông.
- Yamada

Là chú chuột Hamster giỏi ảo thuật. Yamada rất tốt bụng và luôn giúp đỡ mọi người. Được Pukupuku rất ngưỡng mộ.
Bí danh ở căn cứ bí mật là Victory Yamada.
- Takana

Là chuột Hamster. Takana khá nóng nảy và cục tính. Chú chuột Takana làm pháo hoa rất giỏi, là sư phụ của Kuro.
Takana luôn thích sự sạch sẽ ngăn nắp nên chú luôn dọn phòng ngủ thật ngăn nắp. Nhưng trong lúc ngủ, Takana có một tật xấu là quăng đạp đồ vật. Vì vậy, mỗi lần ngủ dậy là phòng chú lại bầy bừa như cũ.
Bí danh ở căn cứ bí mật là Fire Takana.
- Itou

Là chú chuột Hamster thích ngủ. Chú là bạn thân của Claus.
Itou có tuyệt chiêu là nụ cười tất thắng không ai cưỡng lại được.
Bí danh ở căn cứ bí mật là Smiley Itou.
- Kuro

Là một chú mèo hoang màu đen với vết sẹo hình chữ X trên trán. Chú là thủ lĩnh băng Noraneko (mèo hoang).
Chú sống ở một ngôi miếu thờ. Kuro rất nghĩa hiệp và luôn bảo vệ mọi người trước những kẻ xấu.
Kuro rất thích Mike.
- Mike

Là một cô mèo tam thể rất xinh đẹp, dịu dàng nữ tính, thông minh với giọng hát hay và tài bói toán cực kì chính xác.
Kuro và Rudoruhu muốn cô chọn một trong hai nhưng cô trả lời rằng vì cả hai người quá tuyệt nên cô không biết phải chọn ai.
- Kekero

Là một chú chó giống Eskimo.
Chủ nhân của Kekero là Yuri, người quen của Karin.
Kekero sống gần tòa chung cư của Koko và đã có tình cảm với Koko khi bắt gặp cô đang nhìn ra ngoài cửa sổ với ánh mắt buồn.
Kekero có sĩ diện cao, thích thể hiện và có lần đã nói dối Koko vì thể diện. Khi bị Koko phát hiện, Kekero được mọi người động viên đi xin lỗi Koko. Cả hai làm lành sau đó.
Rất thích Koko và cả hai là 1 cặp.
- Koko

Một cô chó rất xinh xắn, từng sống gần nhà Kekero. Có vẻ thuộc giống chó Cocker Spaniel.
Vì chủ nhân của cô là một nữ nhân viên rất bận rộn nên Koko gần như không ra khỏi căn nhà chung cư nơi cô ở. Kekero sống gần đó và đã trông thấy cô nhìn ra ngoài cửa sổ với ánh mắt buồn bã.
Sau khi Kekero và nhóm Pukupuku giúp Koko ra ngoài chơi, chủ nhân của Koko quyết định chuyển về vùng nông thôn để có nhiều thời gian cho Koko hơn. Điều này khiến Koko và Kekero có một mối tình yêu xa.
Koko và Kekero liên lạc với nhau qua dịch vụ liên lạc của anh Quạ.
- Mogu

Một chú vẹt với bộ lông màu xanh sống cùng nhà Pukupuku. Rất đanh đá và hay bắt nạt Pukupuku.
Rất thích thu thập tin tức và tung tin cho mọi người biết những gì đang xảy ra ở Sugiyoshi (dẫn đầu đường dây liên lạc với các chú quạ và vẹt khác, gọi là tập đoàn Mogu).
- Usausa và Ponpi

Usausa và Ponpi là người hành tinh Rabimu muốn xâm chiếm Trái Đất. Họ xuống đây để thu thập tin tức dưới lốt thỏ nhưng do tàu xâm chiếm của họ đã bị Căn cứ bí mật của các anh chuột tiêu diệt nên họ bị mắc kẹt ở đây luôn.
Cả hai dần mở lòng với nhóm Pukupuku.
Cuối truyện, tác giả cũng không có ý định cho Usausa và Ponpi về hành tinh Rabimu của họ.

### Các nhân vật phụ
- Bác rùa Manen

Vì đã sống đến hơn một vạn tuổi nên bác nói rất chậm. Bác rất thích ăn xà lách tươi. Bác thường chở Yamada đi đến suối nước nóng. Đổi lại, anh chuột cũng kì cọ dùm bác những chỗ bác không với tới và lắng nghe những câu đố của bác.
- Koi

Koi là một anh cá chép tốt bụng. Tên của anh vốn là tên một loài cá chép đặc sắc của Nhật.
Tuổi thọ của Koi ngang ngửa bác rùa Mannen.
- Anh Quạ

Anh quạ thường giúp mọi người gửi tin nhắn tới người ở xa, ví dụ như gửi tin nhắn của Kekero tới Koko khi Koko ở xa. Đổi lại, để tin nhắn được gửi đi phải trả anh vỏ đồ hộp hoặc nắp chai. Mogu cũng thường trao đổi tin tức với anh.
- Tiến sĩ

Tiến sĩ là một ông chuột Hamster màu nâu dẫn đầu tổ chức bí mật bảo vệ Trái Đất.
Thường giúp chế tạo vũ khí cho Căn cứ bí mật của các anh chuột.
- D-KO-PO

Là một chú rô- bốt với những đôi chân trông giống như chân con nhện. Chú thường giúp việc vặt ở căn cứ bí mật của các anh chuột. Là phát minh của Tiến sĩ.
- Anh em Noraneko

Gồm ba chú mèo hoang rất dễ thương chịu sự lãnh đạo của Kuro. Các chú rất đoàn kết và là đồng đội của Kuro. Kuro là thần tượng của các chú.
Cả ba đều từ bỏ cơ hội được nhận nuôi vào một mái ấm để đi theo Kuro.
- Gonzou

Con mèo vằn hoang xấu xa cùng đàn em của nó luôn tìm cách phá rối hội Noraneko.
Gonzo và băng đảng sống ở thành phố kế bên.
- Lucy

Cô chuột Hamster Pháp rất giỏi thuật Ninja. Bí danh của cô ở Căn cứ bí mật là Dynamite.
- Leon

Cậu chó đẹp trai rất thích Maru. Có vẻ thuộc giống chó Miniature Pinscher với bộ lông ngắn màu nâu sậm, tai và đuôi dựng.
Leon là thú nuôi của một gia đình khá giả nên được chủ của Maru sắp xếp là đối tượng hứa hôn cho Maru.
Leon phản đối cuộc hôn nhân sắp đặt này nên đã chạy trốn và vô tình gặp Maru (đang bị bắt lại khi đang chạy trốn khỏi cuộc hứa hôn vì phản đối). Leon đánh người của chủ Maru, giải thoát và chạy trốn cùng Maru.
Khi phát hiện ra Maru là đối tượng hứa hôn, Leon và Maru đồng ý quay về. Leon coi như bị từ chối vì Maru nói rằng mình thích Pukupuku hơn (không rõ ẩn ý rằng Maru thích Pukupuku như anh trai hay theo cách khác).
- Magarette

Cậu chó này là thú nuôi của một công chúa. Cậu đi lạc và được Pukupuku tìm thấy đem về nhà.
Dù là nam, cậu khá yếu đuối và mau nước mắt, không tham ăn và khá nữ tính.
Cậu trông giống hệt Ponta, khiến mọi người đều lầm là Ponta và lo lắng vì tính cách của "Ponta này" đối lập hoàn toàn với Ponta thật.
- Victoria

Là một cô chó xinh đẹp. Cô vừa là người mẫu, vừa là diễn viên điện ảnh.
Được Rudoruhu giải thoát khỏi những nhân viên của cô (mà Rudoruhu nhầm là trộm chó) khi đang cố gắng chạy trốn do công việc quá áp lực. Ponta và Maru là fan hâm mộ của Victoria, đã nhận ra cô khi đi cùng Rudoruhu.
Sau khi phát hiện ra thân thế và lý do cô chạy trốn, nhóm Pukupuku và Rudoruhu đã giúp cô có một khoảng thời gian vui chơi thoải mái. Nhưng không lâu sau đó, Victoria bắt đầu lo lắng về công việc và quay trở lại với công việc.
Khi chia tay trở về với công việc, cô bày tỏ cảm tình với Rudoruhu.
Có vẻ Victoria thuộc giống chó săn Afghan hound, cô trông khá giống Rose.
- Popuri

Là mẹ Pukupuku. Khi Pukupuku được sinh ra, cô bị ốm nên chủ cô phải gửi Pukupuku cho Karin chăm sóc hộ.
Popuri rất yêu thương và nhớ Pukupuku.
Gần cuối truyện, Karin dẫn Pukupuku đến gặp Popuri và quyết định để Pukupuku lại với mẹ ruột. Nhưng được một thời gian, Pukupuku quá nhớ Karin và mọi người ở thành phố Sugiyoshi nên Popuri đã chấp nhận hy sinh để Pukupuku được hạnh phúc trở về nhà cũ.
Bộ truyện đã đoạt giải Jidō muke bumon(Giải thưởng truyện tranh mà đối tượng đọc là trẻ em).

Bìa trò chơi Pukupuku hệ máy Game Boy Advance.

Hiện có hai trò chơi điện tử chơi trên hệ máy Game Boy Advance là Pukupuku phần 1 và phần 2. Ở phần 2 có thêm nhân vật Lucy.